# EHF Champions League 2009-10 (kvinder)
EHF Champions League 2009–10 for kvinder var den 17. EHF Champions League-turnering for kvinder. Turneringen blev arrangeret af European Handball Federation og havde deltagelse af 30 hold. 18 af holdene spillede først to kvalifikationsrunder, hvorfra fire hold kvalificerede sig til gruppespillet sammen med 12 direkte kvalificerede hold. Gruppespillet bestod af fire grupper med fire hold. De fire vindere og fire toere gik videre til endnu et gruppespil i to grupper med fire hold, hvorfra vinderne og toerne gik videre til semifinalerne.

## Resultater

### Første kvalifikationsrunde
De seks deltagende hold spillede miniturneringer i to grupper med tre hold. De to gruppevindere og -toere kvalificerede sig til anden kvalifikationsrunde.

#### Gruppe A
Gruppen blev afviklet i Sporthalle Kreuzbleiche i Sankt Gallen, Schweiz.
| Dato | Kamp                                   | Res.  |
| ---- | -------------------------------------- | ----- |
| 4.9. | HC Sassari – LC Brühl Handball         | 28-29 |
| 5.9. | ORK Vrnjacka Banja – HC Sassari        | 29-30 |
| 6.9. | LC Brühl Handball – ORK Vrnjacka Banja | 29-21 |

| Hold               | Kampe | Mål   | Point |
| ------------------ | ----- | ----- | ----- |
| LC Brühl Handball  | 2     | 58-49 | 4     |
| HC Sassari         | 2     | 58-58 | 2     |
| ORK Vrnjacka Banja | 2     | 50-59 | 0     |

#### Gruppe B
Gruppen blev afviklet i Profesor Dr. Yasar Sevim sporthall i Ankara, Tyrkiet.
| Dato | Kamp                                          | Res.  |
| ---- | --------------------------------------------- | ----- |
| 4.9. | T+A/VOC Amsterdam – Maliye Milli Piyango SK   | 23-27 |
| 5.9. | Madeira Andebol SAD – T+A/VOC Amsterdam       | 23-32 |
| 6.9. | Maliye Milli Piyango SK – Madeira Andebol SAD | 53-63 |

| Hold                    | Kampe | Mål   | Point |
| ----------------------- | ----- | ----- | ----- |
| Maliye Milli Piyango SK | 2     | 58-53 | 4     |
| T+A/VOC Amsterdam       | 2     | 55-50 | 2     |
| Madeira Andebol SAD     | 2     | 53-63 | 0     |

### Anden kvalifikationsrunde
De fire hold, som gik videre fra første kvalifikationsrunde, spillede sammen med 12 seedede hold om fire pladser i Champions League-gruppespillet. Holdene var inddelt i fire grupper med fire hold, som hver spillede en miniturnering. De fire gruppevindere kvalificerede sig til det egentlige CL-gruppespil.

#### Gruppe 1
Kampe blev spillet i Globus Hall i Lublin, Polen.
| Dato  | Kamp                                       | Res.  |
| ----- | ------------------------------------------ | ----- |
| 2.10. | CS Rulmentul-Urban Brasov – SPR Lublin SSA | 24-30 |
| 2.10. | Byåsen HE – HC Sassari                     | 45-20 |
| 3.10. | HC Sassari – CS Rulmentul-Urban Brasov     | 37-43 |
| 3.10. | SPR Lublin SSA – Byåsen HE                 | 19-29 |
| 4.10. | CS Rulmentul-Urban Brasov – Byåsen HE      | 23-41 |
| 4.10. | SPR Lublin SSA – HC Sassari                | 43-22 |

| Hold                      | Kampe | Mål     | Point |
| ------------------------- | ----- | ------- | ----- |
| Byåsen HE                 | 3     | 115-620 | 6     |
| SPR Lublin SSA            | 3     | 92-75   | 4     |
| CS Rulmentul-Urban Brasov | 3     | 090-108 | 2     |
| HC Sassari                | 3     | 079-131 | 0     |

#### Gruppe 2
Kampe blev spillet i Trencin Hall i Trenčín, Slovakiet.
| Dato  | Kamp                                  | Res.  |
| ----- | ------------------------------------- | ----- |
| 2.10. | Zvezda Zvenigorod – SKP Bratislava    | 33-21 |
| 2.10. | RK Olimpija – T+A/VOC Amsterdam       | 33-31 |
| 3.10. | T+A/VOC Amsterdam – Zvezda Zvenigorod | 18-39 |
| 3.10. | SKP Bratislava – RK Olimpija          | 24-28 |
| 4.10. | Zvezda Zvenigorod – RK Olimpija       | 30-18 |
| 4.10. | SKP Bratislava – T+A/VOC Amsterdam    | 27-25 |

| Hold              | Kampe | Mål     | Point |
| ----------------- | ----- | ------- | ----- |
| Zvezda Zvenigorod | 3     | 102-570 | 6     |
| RK Olimpija       | 3     | 79-85   | 4     |
| SKP Bratislava    | 3     | 72-86   | 2     |
| T+A/VOC Amsterdam | 3     | 74-99   | 0     |

#### Gruppe 3
Kampe blev spillet i Yunost Karpaty-UZ i Uzjgorod, Ukraine.
| Dato  | Kamp                               | Res.  |
| ----- | ---------------------------------- | ----- |
| 2.10. | FTC RightPhone – HC Smart          | 27-24 |
| 2.10. | FCK Håndbold – LC Brühl Handball   | 34-19 |
| 3.10. | LC Brühl Handball – FTC RightPhone | 21-34 |
| 3.10. | HC Smart – FCK Håndbold            | 16-31 |
| 4.10. | FTC RightPhone – FCK Håndbold      | 20-31 |
| 4.10. | HC Smart – LC Brühl Handball       | 30-21 |

| Hold              | Kampe | Mål   | Point |
| ----------------- | ----- | ----- | ----- |
| FCK Håndbold      | 3     | 96-55 | 6     |
| FTC RightPhone    | 3     | 81-76 | 4     |
| HC Smart          | 3     | 70-79 | 2     |
| LC Brühl Handball | 3     | 61-98 | 0     |

#### Gruppe 4
Kampe blev spillet i Gigantium i Aalborg, Danmark.
| Dato  | Kamp                                            | Res.  |
| ----- | ----------------------------------------------- | ----- |
| 2.10. | Balonmano Parc Sagunt – Maliye Milli Piyango SK | 28-25 |
| 2.10. | Aalborg DH – AC Ormi-Loux Patras                | 40-19 |
| 3.10. | AC Ormi-Loux Patras – Balonmano Parc Sagunt     | 21-37 |
| 3.10. | Maliye Milli Piyango SK – Aalborg DH            | 24-36 |
| 4.10. | AC Ormi-Loux Patras – Maliye Milli Piyango SK   | 26-25 |
| 4.10. | Aalborg DH – Balonmano Parc Sagunt              | 31-26 |

| Hold                    | Kampe | Mål     | Point |
| ----------------------- | ----- | ------- | ----- |
| Aalborg DH              | 3     | 107-690 | 6     |
| Balonmano Parc Sagunt   | 3     | 91-77   | 4     |
| AC Ormi-Loux Patras     | 3     | 066-102 | 2     |
| Maliye Milli Piyango SK | 3     | 74-90   | 0     |

### Første gruppespil
De 16 hold var inddelt i fire grupper med fire hold, som spillede en dobbeltturnering (alle hold mødtes indbyrdes både ude og hjemme). De fire gruppevindere og de fire toere gik videre til andet gruppespil, mens de fire treere kvalificerede sig til 1/8-finalerne i Cup Winners' Cup 2009-10.

#### Gruppe A
| Dato   | Kamp                            | Res.  |
| ------ | ------------------------------- | ----- |
| 24.10. | Byåsen HE – Viborg HK           | 21-26 |
| 25.10. | HC Leipzig – HC Podravka Vegeta | 35-32 |
| 31.10. | HC Podravka Vegeta – Byåsen HE  | 32-31 |
| 31.10. | Viborg HK – HC Leipzig          | 33-23 |
| 8.11.  | HC Podravka Vegeta – Viborg HK  | 31-27 |
| 8.11.  | Byåsen HE – HC Leipzig          | 23-22 |
| 14.11. | HC Leipzig – Viborg HK          | 20-20 |
| 15.11. | Byåsen HE – HC Podravka Vegeta  | 34-23 |
| 9.1.   | Viborg HK – Byåsen HE           | 29-22 |
| 9.1.   | HC Podravka Vegeta – HC Leipzig | 28-29 |
| 16.1.  | Viborg HK – HC Podravka Vegeta  | 36-26 |
| 17.1.  | HC Leipzig – Byåsen HE          | 25-22 |

| Hold               | Kampe | Mål     | Point |
| ------------------ | ----- | ------- | ----- |
| Viborg HK          | 6     | 171-143 | 9     |
| HC Leipzig         | 6     | 154-158 | 7     |
| Byåsen HE          | 6     | 153-157 | 4     |
| HC Podravka Vegeta | 6     | 172-192 | 4     |

#### Gruppe B
| Dato   | Kamp                                     | Res.  |
| ------ | ---------------------------------------- | ----- |
| 24.10. | Metz Handball – RK Krim Mercator         | 30-37 |
| 25.10. | Aalborg DH – Hypo Niederösterreich       | 30-36 |
| 29.10. | Hypo Niederösterreich – Metz Handball    | 27-27 |
| 31.10. | RK Krim Mercator – Aalborg DH            | 30-23 |
| 8.11.  | Aalborg DH – Metz Handball               | 31-24 |
| 8.11.  | RK Krim Mercator – Hypo Niederösterreich | 35-24 |
| 14.11. | Metz Handball – Hypo Niederösterreich    | 28-26 |
| 15.11. | Aalborg DH – RK Krim Mercator            | 32-38 |
| 9.1.   | Hypo Niederösterreich – Aalborg DH       | 27-22 |
| 9.1.   | RK Krim Mercator – Metz Handball         | 35-31 |
| 15.1.  | Metz Handball – Aalborg DH               | 23-18 |
| 15.1.  | Hypo Niederösterreich – RK Krim Mercator | 28-26 |

| Hold                  | Kampe | Mål     | Point |
| --------------------- | ----- | ------- | ----- |
| RK Krim Mercator      | 6     | 201-168 | 10    |
| Hypo Niederösterreich | 6     | 168-168 | 6     |
| Metz Handball         | 6     | 163-174 | 5     |
| Aalborg DH            | 6     | 156-178 | 2     |

#### Gruppe C
| Dato   | Kamp                                          | Res.  |
| ------ | --------------------------------------------- | ----- |
| 24.10. | SD Itxako – CS Oltchim Ramnicu Valcea         | 24-27 |
| 25.10. | Zvezda Zvenigorod – Győri AUDI ETO KC         | 34-29 |
| 1.11.  | Győri AUDI ETO KC – SD Itxako                 | 29-28 |
| 1.11.  | CS Oltchim Ramnicu Valcea – Zvezda Zvenigorod | 31-27 |
| 7.11.  | Zvezda Zvenigorod – SD Itxako                 | 25-25 |
| 8.11.  | CS Oltchim Ramnicu Valcea – Győri AUDI ETO KC | 26-22 |
| 14.11. | Zvezda Zvenigorod – CS Oltchim Ramnicu Valcea | 27-26 |
| 14.11. | SD Itxako – Győri AUDI ETO KC                 | 14-20 |
| 10.1.  | Győri AUDI ETO KC – Zvezda Zvenigorod         | 27-25 |
| 10.1.  | CS Oltchim Ramnicu Valcea – SD Itxako         | 27-26 |
| 16.1.  | SD Itxako – Zvezda Zvenigorod                 | 31-23 |
| 17.1.  | Győri AUDI ETO KC – CS Oltchim Ramnicu Valcea | 26-22 |

| Hold                      | Kampe | Mål     | Point |
| ------------------------- | ----- | ------- | ----- |
| CS Oltchim Ramnicu Valcea | 6     | 159-152 | 8     |
| Győri AUDI ETO KC         | 6     | 153-149 | 8     |
| Zvezda Zvenigorod         | 6     | 161-169 | 5     |
| SD Itxako                 | 6     | 148-151 | 3     |

#### Gruppe D
| Dato   | Kamp                              | Res.  |
| ------ | --------------------------------- | ----- |
| 24.10. | Buducnost T-Mobile – Larvik HK    | 23-27 |
| 25.10. | FCK Håndbold – HC Dinamo          | 24-23 |
| 31.10. | Larvik HK – FCK Håndbold          | 31-26 |
| 1.11.  | HC Dinamo – Buducnost T-Mobile    | 31-18 |
| 8.11.  | FCK Håndbold – Buducnost T-Mobile | 22-25 |
| 8.11.  | Larvik HK – HC Dinamo             | 18-17 |
| 14.11. | Buducnost T-Mobile – HC Dinamo    | 24-24 |
| 15.11. | FCK Håndbold – Larvik HK          | 23-19 |
| 9.1.   | HC Dinamo – FCK Håndbold          | 26-23 |
| 10.1.  | Larvik HK – Buducnost T-Mobile    | 29-22 |
| 16.1.  | HC Dinamo – Larvik HK             | 26-23 |
| 16.1.  | Buducnost T-Mobile – FCK Håndbold | 26-22 |

| Hold               | Kampe | Mål     | Point |
| ------------------ | ----- | ------- | ----- |
| Larvik HK          | 6     | 147-137 | 8     |
| HC Dinamo          | 6     | 147-130 | 7     |
| Buducnost T-Mobile | 6     | 138-155 | 5     |
| FCK Håndbold       | 6     | 140-150 | 4     |

### Andet gruppespil

#### Gruppe 1
| Dato  | Kamp                                 | Res.  |
| ----- | ------------------------------------ | ----- |
| 6.2.  | Győri AUDI ETO KC – RK Krim Mercator | 25-23 |
| 7.2.  | HC Leipzig – Larvik HK               | 20-23 |
| 13.2. | Larvik HK – Győri AUDI ETO KC        | 29-27 |
| 13.2. | RK Krim Mercator – HC Leipzig        | 32-26 |
| 19.2. | RK Krim Mercator – Larvik HK         | 30-34 |
| 21.2. | HC Leipzig – Győri AUDI ETO KC       | 21-23 |
| 6.3.  | Győri AUDI ETO KC – Larvik HK        | 28-23 |
| 7.3.  | HC Leipzig – RK Krim Mercator        | 27-31 |
| 13.3. | Larvik HK – HC Leipzig               | 31-21 |
| 13.3. | RK Krim Mercator – Győri AUDI ETO KC | 24-24 |
| 20.3. | Larvik HK – RK Krim Mercator         | 30-23 |
| 21.3. | Győri AUDI ETO KC – HC Leipzig       | 30-19 |

| Hold              | Kampe | Mål     | Point |
| ----------------- | ----- | ------- | ----- |
| Larvik HK         | 6     | 170-149 | 10    |
| Győri AUDI ETO KC | 6     | 157-139 | 9     |
| RK Krim Mercator  | 6     | 163-166 | 5     |
| HC Leipzig        | 6     | 134-170 | 0     |

#### Gruppe 2
| Dato  | Kamp                                          | Res.  |
| ----- | --------------------------------------------- | ----- |
| 6.2.  | HC Dinamo – Viborg HK                         | 29-30 |
| 6.2.  | Hypo Niederösterreich – CS Oltchim Rm. Valcea | 26-31 |
| 13.2. | Viborg HK – Hypo Niederösterreich             | 35-26 |
| 14.2. | CS Oltchim Ramnicu Valcea – HC Dinamo         | 30-24 |
| 20.2. | HC Dinamo – Hypo Niederösterreich             | 27-21 |
| 21.2. | CS Oltchim Ramnicu Valcea – Viborg HK         | 27-26 |
| 6.3.  | HC Dinamo – CS Oltchim Ramnicu Valcea         | 32-32 |
| 6.3.  | Hypo Niederösterreich – Viborg HK             | 35-31 |
| 13.3. | Viborg HK – HC Dinamo                         | 35-28 |
| 14.3. | CS Oltchim Rm. Valcea – Hypo Niederösterreich | 32-27 |
| 19.3. | Hypo Niederösterreich – HC Dinamo             | 28-26 |
| 20.3. | Viborg HK – CS Oltchim Ramnicu Valcea         | 33-26 |

| Hold                      | Kampe | Mål     | Point |
| ------------------------- | ----- | ------- | ----- |
| CS Oltchim Ramnicu Valcea | 6     | 178-168 | 9     |
| Viborg HK                 | 6     | 190-171 | 8     |
| Hypo Niederösterreich     | 6     | 163-182 | 4     |
| HC Dinamo                 | 6     | 166-176 | 3     |

### Semifinaler
| Dato    | Dato    | Hjemmehold i 1. kamp | Hjemmehold i 2. kamp      | Resultat | Resultat | Resultat |
| 1. kamp | 2. kamp | Hjemmehold i 1. kamp | Hjemmehold i 2. kamp      | 1. kamp  | 2. kamp  | Samlet   |
| ------- | ------- | -------------------- | ------------------------- | -------- | -------- | -------- |
| 10.4.   | 17.4.   | Viborg HK            | Larvik HK                 | 27-21    | 26-27    | 53–48    |
| 11.4.   | 18.4.   | Győri AUDI ETO KC    | CS Oltchim Ramnicu Valcea | 25-25    | 20-24    | 45–49    |

### Finale
| Dato    | Dato    | Hjemmehold i 1. kamp | Hjemmehold i 2. kamp      | Resultat | Resultat | Resultat |
| 1. kamp | 2. kamp | Hjemmehold i 1. kamp | Hjemmehold i 2. kamp      | 1. kamp  | 2. kamp  | Samlet   |
| ------- | ------- | -------------------- | ------------------------- | -------- | -------- | -------- |
| 8.5.    | 15.5.   | Viborg HK            | CS Oltchim Ramnicu Valcea | 28-21    | 31-32    | 60–52    |